# McKenzie Adams
McKenzie Adams (Schertz, 13 febbraio 1992) è una pallavolista statunitense, schiacciatrice della LOVB Atlanta.

## Carriera

### Club
La carriera di McKenzie Adams inizia nei tornei scolastici texani con la Steele HS, dove gioca per quattro anni, prima di iniziare la carriera universitaria nella squadra di pallavolo femminile della Virginia, disputando la NCAA Division I nel 2010, prima di trasferirsi per i tre anni successivi alla Texas San Antonio, sempre impegnata nella massima categoria NCAA.
Nella stagione 2015 firma il suo primo contratto professionistico, ingaggiata dalle Indias de Mayagüez nella Liga de Voleibol Superior Femenino. Dopo un periodo di inattività, torna in campo nella stagione 2016-17 col PTSV Aachen, club tedesco impegnato in 1. Bundesliga dove milita due annate, prima di trasferirsi allo Schweriner, sempre nella massima divisione tedesca, con cui si aggiudica due Supercoppe tedesche, meritandosi il titolo individuale di miglior giocatrice nell'edizione 2019, e la Coppa di Germania 2018-19.
Per il campionato 2020-21 si accasa alla compagine italiana dell'Imoco, in Serie A1, conquistando la Supercoppa italiana, la Coppa Italia, lo scudetto e la Champions League. Nel campionato seguente veste la maglia dell'Eczacıbaşı, nella Sultanlar Ligi turca, aggiudicandosi la Coppa CEV; per l'annata 2022-23, invece, è nuovamente di scena nella massima divisione italiana, stavolta ingaggiata dall'AGIL.
Nella stagione 2023-24 è di scena in Giappone, dove partecipa alla V.League Division 1 grazie all'ingaggio da parte delle Hisamitsu Springs; alla conclusione degli impegni con il club, disputa la parte finale della Liga de Voleibol Superior Femenino 2024 con le Cangrejeras de Santurce, aggiudicandosi lo scudetto. Torna poi in patria per partecipare alla prima edizione della League One Volleyball con la LOVB Atlanta, venendo premiata miglior schiacciatrice.

## Palmarès

### Club
- Campionato italiano: 1

2020-21
- Campionato portoricano: 1

2024
- Coppa di Germania: 1

2018-19
- Coppa Italia: 1

2020-21
- Supercoppa tedesca: 2

2018, 2019
- Supercoppa italiana: 1

2020
- CEV Champions League: 1

2020-21
- Coppa CEV: 1

2021-22

### Premi individuali
- 2013 - All-America Third Team
- 2019 - Supercoppa tedesca: MVP
- 2025 - League One Volleyball: Miglior schiacciatrice